# 鈴木バイダン
鈴木 バイダン（すずき バイダン、1991年12月2日 - ）は、日本のお笑い芸人。吉本興業東京本部所属。

## 来歴
東京都立足立新田高等学校卒業。通っていた大学を辞めようと思っていたが、やりたいこともなく迷っている時に高校の同級生からお笑いの道に誘われ、コンビ「パーラメント」を結成。結成当初はフリーで活動し、オフィスバードという事務所主催の学生芸人の賞レースに参加するも1回戦で敗退。帰り際にオフィスバードの社長（ブラックマヨネーズ・野性爆弾らと同期）から誘いを受け所属が決まる。その際、コンビ名と同名の商品があるためコンビ名を「パーラメンツ」に改名した。
オフィスバードはきみえ・鳥谷尾だいきら10組ほどの芸人しかいない少数精鋭の事務所で、その中にはいずれ組むことになるりゅうたろうのコンビ「ハイウエスト」も所属していた。やがてパーラメンツは解散、ハイウエストも解散してオフィスバードを退所。数年後にオフィスバードは社長のパチンコによる借金が原因で潰れた。
そしてりゅうたろうとコンビ「やわら」を結成。コンビ名は適当につけたもので、主に相方が有名な曲のメロディを変えて歌い、叫ぶようにしてツッコむ漫才などを披露していた。『有田ジェネレーション』の企画「改名サミット」にて小峠英二（バイきんぐ）考案のコンビ名「パンプキンショートケーキ」に改名を決めた。
しかしコンビを続けるモチベーションがなくなり、相方に解散を切り出した結果これを承諾。コンビ解散へと至った。解散後もお互い芸人の活動は続ける。
2020年8月に、元・サンプルの南（NSC東京校21期出身）と「オドるキネマ」を結成した。しかし、2023年1月27日に同年1月31日を以ての解散を発表。以降は相方を探しつつピンで活動。
2023年、りゅうたろうと再度「やわら」としてM-1グランプリ2023へ出場。解散から4年のブランクがあったものの、最終的に解散前には叶わなかった準々決勝進出を果たしている。なお、バイダンは「今後の可能性を探るために『ユニット』としてM-1に挑戦している」と自身のネットラジオで語っており、「やわら」としての正式な再結成には至っておらずピン芸人のままである。
M-1グランプリ2024では山内仁平（元10億円）とのユニット「ドラゴン」として出場し、準々決勝に進出。毎回異なるコンビで3年連続準々決勝進出という珍しい記録を達成している。

## 人物
- 体重114 kg。元々は121 kgだったが、ダイエットにより1ヶ月で6 kgの減量に成功した[13]。
- 趣味はテニスと漫画、特技はウクレレとドラム。
- サツマカワRPGから「日本一華のあるデブ」と言われた。Twitterのプロフィールにも書いていたほど気に入っている模様。
- 同期のあんり（ぼる塾）とはビジネスカップルの関係[14]。
- 母親がフィリピン人のハーフ。
- 先輩の大トニー（マテンロウ）に風貌が似ており、よく間違えられる。

## 芸風
ピン芸としては、女装してスナックのホステス風の女性を演じる一人コントなどがある（このネタでは「鈴子」と名乗ることが多い）。
「鈴子」は、「やわら」解散直後の『有田ジェネレーション』（2020年7月13日放送）でのリモートによるネタ発表に際し、急拵えで作ったキャラクターであったが好評を得て持ちキャラとしたものである。

## 出演
- ぐるぐるナインティナイン「おもしろ荘」（日本テレビ）2016年12月31日 ※やわら時代
- 有田ジェネレーション（TBS）2019年4月29日 ※やわら時代に初出演、コンビ解散後は鈴木のみ
- そろそろ にちようチャップリン（テレビ東京）2019年6月22日 ※やわら時代
- ウチのガヤがすみません!（日本テレビ）2019年7月2日 ※やわら時代
- アメトーーク!「ザキ&フジ・千鳥がパクりたい-1グランプリ」（テレビ朝日）2019年7月4日 ※やわら時代
- 脱力タイムズ（フジテレビ）2019年10月25日 ※やわら時代
- エンタの神様（日本テレビ）2019年12月21日 ※パンプキンショートケーキ時代[15]